# 乌列斯
乌列斯，是西班牙阿拉贡自治区萨拉戈萨省的一个市镇。 总面积37平方公里，总人口75人（2001年），人口密度2人/平方公里。